# Прамот, Кыкрит
Кыкри́т Прамо́т (тайск. คึกฤทธิ์ ปราโมช; 20 апреля 1911, провинция Сингбури — 9 октября 1995, Бангкок) — государственный деятель Таиланда, премьер-министр в 1975—1976 годах, член королевской династии (потомок короля Рамы II).

## Биография
Кыкрит Прамот родился 20 апреля 1911 года в аристократической семье. Окончил Суан-Кулабский колледж в Бангкоке, учился в Британии, в 1933 году окончил отделение философии, политики и экономики Оксфордского университета. Бакалавр искусств с 1982 г., профессор.
После возвращения на родину сначала занимался банковским делом, но потом сменил много профессий, включая политику и журналистику.
Принял участие в Франко-тайской войне 1940—1941 годов в чине капрала.
В 1945 году был одним из основателей первой политической партии Таиланда — Партии Прогресса. В 1946—1950 годах — депутат парламента. Дважды был заместителем министра финансов и торговли в гражданских правительствах.
В 1948 году вместе с братом Сени Прамотом написал книгу «Говорит Король Сиама» (англ. The King of Siam Speaks) о короле Раме IV, правившем в XIX веке. Братья послали рукопись книги американскому политику и дипломату Эбботу Лоу Моффату. Основываясь на ней, Моффат написал биографию Монгкута. После издания биографии в 1961 году Моффат передал рукопись Прамотов Библиотеке Конгресса США.
С 1950 года работал редактором ежедневной газеты Siam Rath (สยามรัฐ с тайск. — «Королевство Сиам»), критиковавшей военные правительства.
В 1963 году Прамот был приглашён в Голливуд качестве эксперта по культуре и консультанта американского фильма «Гадкий американец», снимавшегося в Бангкоке. Он также сыграл в фильме роль премьер-министра Квен Сая вымышленной страны Сархан и был партнёром Марлона Брандо.
С 1973 года снова депутат парламента, председатель палаты представителей (до 1974). Один из авторов конституции 1974 года.
В январе 1975 года вышел из Демократической партии, основав консервативную Партию социального действия.
14 марта 1975 года Кыкрит Прамот был назначен на должность премьер-министра коалиционного правительства, сменив на этом посту своего старшего брата Сени Прамота. Его правительство установило дипломатические отношения с КНР и начало переговоры о выводе из страны иностранных войск, присутствовавших в связи с войной во Вьетнаме. 12 января 1976 года сложил полномочия, передав их снова Сени Прамоту.
Писал книги на исторические, философские, религиозные и астрологические темы, а также беллетристику (от юморесок до драм). В 1985 году за заслуги перед тайской культурой ему было присвоено звание Национального деятеля искусств Таиланда. В 1990 году ему была присвоена Азиатская культурная премия Фукуока.
Известный литератор. Автор 13 романов, 2 пьес, 2 сборников коротких рассказов и эссе и почти 30 произведений в жанре документальной прозы.
По его книге был поставлен научно-фантастический триллер Blackbirds at Bangpleng (Ka Wao Thi Bang Phleng).
Автор перевода на тайский язык повести Ричарда Баха «Чайка по имени Джонатан Ливингстон» (тайск. จอนะธัน ลิวิงสตัน นางนวล; 1973).
Известен также как профессиональный танцор тайских классических танцев, фотограф, радиокомментатор, экономист, культуролог и владелец популярного отеля «Индра».
Умер 9 октября 1995 года в госпитале Samitivej от «сочетания заболевания сердца, высокого кровяного давления и диабета».
После его смерти в его доме был открыт музей его наследия и тайской культуры.

## Награды
- Орден Гражданских заслуг[4]